# Білий фемінізм
Білий фемінізм — принизливий термін для опису проявів фемінізму, які сприймаються як зосереджені на білих жінках і не враховують утиску, з яким стикаються жінки з етнічних меншин і жінки без інших привілеїв. 
Термін також використовувався для позначення феміністських теорій, які, як вважають, конкретніше зосереджені на досвіді білих, гетеросексуальних, працездатних жінок, і в яких досвід інших жінок виключається або маргіналізується. Ця критика переважно була спрямована проти перших хвиль фемінізму, які вважалися зосередженими навколо розширення прав і можливостей білих жінок середнього класу в західних суспільствах.
Ярлик «білий фемінізм» зазвичай використовується для докору за неспроможність визнати та інтегрувати перетин інші ідентичності в ширший рух, який бореться за рівність на кількох фронтах. У «білому фемінізмі» утиск жінок аналізується в одній осі, що, як наслідок, стирає ідентичність і досвід жінок етнічних меншин.
 

Хоча термін з'явився відносно недавно, витоки критики сягають початку феміністичного руху, особливо в США. Нещодавно цей ярлик став використовуватися частіше, оскільки інтерсекційність увійшла в загальнонаціональні розмови в США з кінця 2010-х. Термін ставлять під сумнів, стверджуючи, що його використовують для нападу на білих феміністок, незалежно від того, чи є вони представницями меншин.

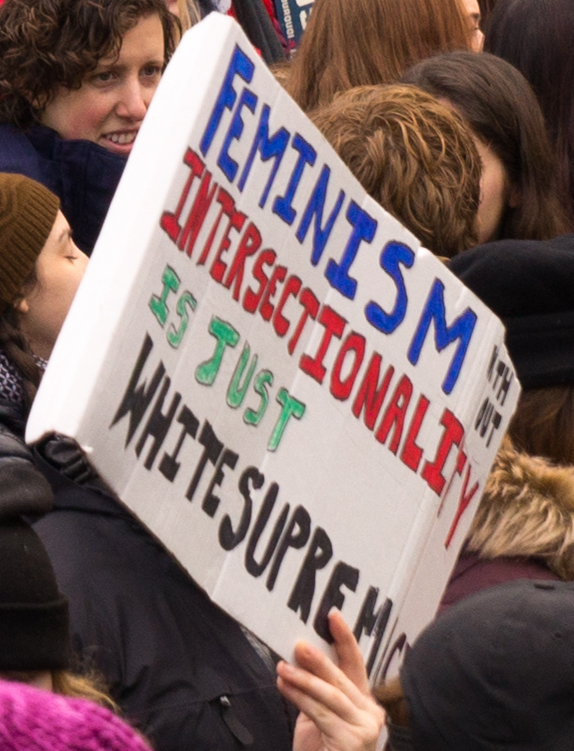
«Фемінізм без інтерсекціональності — це лише верховенство білої раси»

## Концепт інтерсекційності
Кімберлі Креншоу, науковиця Колумбійського та Каліфорнійського університету в Лос-Анджелесі, відстоювала рух темношкірих феміністок і створила основу для ідеї інтерсекційності. За словами Креншоу, інтерсекційність — це «лінза, через яку ви можете побачити, де сила приходить і стикається, де вона з'єднується і перетинається». У своїй статті 1989 року «Демаргіналізація перетину раси та статі: темношкіра феміністська критика антидискримінаційної доктрини, феміністської теорії та антирасистської політики» Креншоу висвітлює складний характер досвіду чорних жінок щодо дискримінації та несправедливості. Оскільки раса та стать перетинаються, темношкірі жінки переживають водночас расистське та мізогінне поводження. Ця стаття служить основоположною літературою для впровадження багатовісного рамкового аналізу раси та статі. Креншоу стверджує, що історично чорних жінок виключали як з руху за громадянські права, так і з феміністських рухів, попри їхню унікальну присутність в обох. Перетин небілої етнічної приналежності та жіночої статі посилює шкідливі, несправедливі, дискримінаційні дії проти кольорових жінок. Застосовуючи одноосьову систему аналізу, чорні жінки у ХХ столітті були виключені з кампаній за соціальну справедливість, оскільки білі жінки домінували у феміністичних рухах, тоді як чорношкірі чоловіки представляли Рух за громадянські права.
Застосування Креншоу інтерсекційної лінзи для аналізу досвіду чорношкірих жінок залишається актуальним і корисним для розгляду присутності білого фемінізму в активістських рухах сьогодні. Без цієї лінзи кольорові жінки «теоретично викреслюються» як з феміністичного, так і з антирасистського аналізу.

## Протофемінізм
На початку фемінізм у західних суспільствах був представлений білими освіченими жінками, головним чином зосередженими на праві голосу та політичному представництві. Приклад критикованих практик можна знайти в класичному феміністському тексті Мері Волстонкрафт «На захист прав жінок» 1792 року, де Волстонкрафт виступає за моральну та політичну рівність між чоловіками та жінками, однак звертаючись лише до людей середнього класу. Подібним чином у Франції Олімпія де Гуж виступала за права жінок у своїй Декларації прав жінки та громадянки ще в 1791 року.
Білий фемінізм приєднується до переваги білих, намагаючись приховати участь небілих жінок і функціонувати в перевазі білих, розглядаючи їх як жертви через їхню стать, але не притягуючи білих жінок до відповідальності за їхню участь у ньому, коли кольорових жінок виключають.

## Перша хвиля фемінізму (1848–1960-ті)

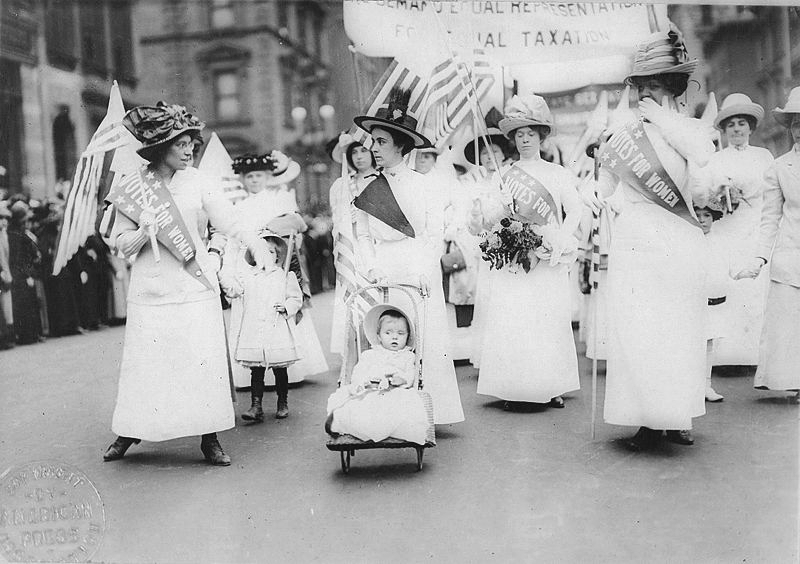
Парад жіночого виборчого права в Нью-Йорку, 6 травня 1912 року.

Перша хвиля фемінізму почалася наприкінці ХІХ століття і була зосереджена на рівності політичних та економічних прав. Права, за які боролися жінки, були: виборче право, доступ до освіти, можливість обіймати політичні посади, рівність у робочій силі та законні права у шлюбі. Ця хвиля офіційно почалася з Конференції в Сенека-Фоллс 1848 року, наприкінці промислової революції. Елізабет Кеді Стентон була однією із головних організаторок цієї конвенції та виступила проти п'ятнадцятої поправки до Конституції США. Мета цієї хвилі полягала в тому, щоб відкрити можливості для жінок з акцентом на виборче право. Це був рух, переважно організований і визначений освіченими білими жінками середнього класу, і тому він зосереджувався переважно на проблемах, що їх стосувалися.
Хоча деякі кольорові жінки були частиною першої хвилі феміністичного руху, наприклад індійська суфражистка Софія Дуліп Сінґг, загалом перші суфражистські рухи залишалися переважно білими; наприклад, не було жодних історичних доказів участі темношкірих британських жінок у русі за виборче право Великої Британії. У 1893 році Нова Зеландія стала першим регіоном у Британській імперії, який надав жінкам усіх етнічних груп право голосу; це викликало гнів з боку деяких суфражисток, у тому числі Міллісент Фосетт, яка висловила невдоволення тим, що жінки маорі в Новій Зеландії можуть голосувати, а жінки у Великої Британії — ні. Американські суфражистки Сьюзан Ентоні та Елізабет Кеді Стентон боролися за те, щоб білі жінки отримали право голосу в США, що призвело до того, що білі жінки отримали право голосу перед афроамериканцями.
Проте їхня «Історія виборчого права жінок» є яскравим прикладом білого фемінізму, оскільки вона широко ігнорує роль темношкірих жінок, зосереджуючись на білих фігурах руху. Хоча 1920 рік вважається початком виборчих прав жінок у США, афроамериканських жінок все одно виганяли з виборчих дільниць на підставі Законів Джима Кроу. У той час афроамериканки були виключені з фемруху. Чорній суфражистці Мері Черч Террелл відмовили в допомозі білим активісткам. Хоча жінок кольору рідко згадують у феміністичному літературному просторі, вони були активними під час зародження фемінізму. Наприклад, ще в 1851 році Сожурне Трус, колишня рабиня, виголосила промову «Хіба я не жінка», в якій закликала до того, що пізніше буде описане як інтерсекційність.

## Фемінізм другої хвилі (1960-1980-ті роки)
Друга хвиля фемінізму почалася в 1960-х і тривала до 1980-х. Цей період зосереджувався на жінках у робочому середовищі, володінні сексуальністю, репродуктивними правами, супротиву домашньому насильству та зґвалтуванням. Хоча фемінізм другої хвилі був так само сформований освіченими білими жінками середнього класу, він відкрив можливість для долучення кольорових жінок. У 1973 році афроамериканські феміністки зібралися в Національній організації темношкірих феміністок, обговорюючи ті ж питання, що й решта фемруху. Попри те, що це окрема організація, вона об'єднала як білих, так і афроамериканських феміністок. Таким чином, друга хвиля також почала включати кольорових жінок, тоді як перша зосереджувалася переважно на білих жінках із середнього класу.
«Друга стать» Симони де Бовуар виступає як один із найяскравіших прикладів есенціалізації жінки в образі білої буржуазної матері та ігнорування інших форм утиску, таких як раса чи сексуальність. Проте ця книга стала феміністичним орієнтиром, який дозволив з'явитися наступним теоріям. Під час другої та третьої хвилі фемінізму кольорові жінки з'явилися у феміністичному літературному просторі, стверджуючи, що феміністичні рухи актуалізують досвід жінок. Серед таких феміністок була і белл гукс, визнана тим, що писала про боротьбу, яку пережили чорношкірі жінки, а також підкреслювала, що феміністичний рух був винятковим щодо цих жінок через його неувагу до взаємодії між расою, статтю та класом. гукс стверджувала, що білі жінки мають визнати, що вони, як і чоловіки з етнічних меншин, перебувають у становищі як пригноблених, так і гнобительок. Друга хвиля широко критикувалася, називаючись місіонерським, імперіалістичним або західним фемінізмом.

## Фемінізм третьої хвилі (1990—2010)
Фемінізм третьої хвилі, очолюваний поколінням Х, почався в 1990-х, коли проблеми сексуальності, наприклад порнографія, були висунуті на перший план. Однією з причин розколу другої хвилі були бурхливі дискусії щодо жіночої сексуальності, що призвело до різних поглядів на секс-індустрію і порноіндустрію. Феміністки третьої хвилі винайшли термін «заворушення», який представляв сильних, незалежних і пристрасних феміністок того періоду. «Grrls» зазвичай описували як розлючених феміністок, які борються проти сексизму. Третя хвиля була натхненна постмодерністським суспільством, у якому жінки працювали над тим, щоб відвоювати владу над принизливими словами, які чоловіки використовували, щоб присоромити їх, як-от «повія». Третя хвиля також була створена для вирішення соціальних проблем покоління. Це також спрацювало на підтримку сексуального звільнення жінок і вираження гендерної ідентичності.
Ця хвиля включала навіть більше жінок кольору і жінок з різних класів, ніж попередні. При порівнянні другої та третьої хвилі третя хвиля підкреслила інтерсекційність.

## Четверта хвиля (2010–дотепер)
Під час фемінізму третьої хвилі та на початку фемінізму четвертої хвилі після 2010 року феміністки іноді наголошують на інтерсекційних перспективах у своїй роботі. Попри це, деякі стверджують, що феміністичні медіа продовжують надмірно репрезентувати боротьбу гетеросексуальних, працездатних, середнього класу, білих жінок. Проте останніми роками такі автори, як Кімберлі Креншоу, розробили теорію інтерсекціональності, чітку опозицію білому фемінізму. Замість того, щоб аналізувати суспільство з унікальної точки зору раси чи статі, вона закликає до складнішого аналізу систем утиску з використанням багатьох і накладених лінз, таких як раса, стать, сексуальність тощо.
Приклад погляду на фемінізм, який стверджує, що питання жінок можна відокремити від питань класу, раси, здібностей у наш час, можна побачити в роботі Емілі Шайр, політичної редакторки в Bustle та авторки статті для The New York Times. Шайр стверджує, що фемінізм виключає деяких жінок, які не поділяють політичних поглядів, коли він займає позицію щодо Ізраїлю та Палестини, зусилля щодо підвищення мінімальної заробітної плати та зусилля щодо блокування будівництва нафтопроводів. Позиція Шайр контрастує з міжсекторальними феміністськими активістками, які вважають справедливість в оплаті праці, соціальну справедливість і міжнародні права людини основними та невід'ємними зобов'язаннями фемінізму, як це сформульовано на платформі «День без жінки», яка «[визнає] величезну цінність, яку додають жінки будь-якого походження для нашої соціально-економічної системи — отримуючи нижчу заробітну плату та відчуваючи більшу несправедливість, вразливість до дискримінації, сексуальні домагання та незахищеність роботи». У той час як Шайр виступає за фемінізм, який досягає інклюзивності, уникаючи політичних позицій, щоб не відчужувати жінок, які не згодні з цими позиціями, організаторки Жіночого маршу дотримуються принципу, що «жінки мають пересічні ідентичності», що вимагає руху, який зосереджується на «комплексному порядку денному».
Іншим прикладом суперечок є аргументи частини феміністок, що ісламська практика носіння жінками хіджабів, бурок та нікабів є утиском жінок. Багато мусульманок опиралися аргументу і виступили на захист покривал, назвавши їх критику білим фемінізмом. Одним із прикладів такого переконання була суперечка про ісламську хустку у Франції, де французькі феміністки стверджували, що хустка загрожує жіночій автономії, а мусульманки наполягали, що це їхній вибір і його заперечення обмежує свободу жінки.
Білим також називали трансексклюзивний радикальний фемінізм, який вимагав захисту лесбійських спільнот, жіночих роздягалень, туалетів, прихистків для жінок, постраждалих від чоловічого насильства, жіночого спорту та жіночих тюремних просторів від проникнення в них транс-ідентифікованих чоловіків. Багато з них попереджають, що лесбійка як ідентичність зникає, коли чоловіки оголошують себе лесбійками, і що гомосексуальні діти потребують захисту від хімічної та хірургічної кастрації принаймні до досягнення повноліття.

## Уточнення
1. ↑  Інтерсекційна теорія, яка досліджує системи гноблення, що перетинаються в суспільстві, включаючи расу, етнічну приналежність, сексуальність, стать та гендерну ідентичність, була розроблена видатною критичною расовою теоретикинею Кімберлі Креншоу.